# Łukoszyn
Łukoszyn – wieś w Polsce położona w województwie mazowieckim, w powiecie sierpeckim, w gminie Mochowo. Ma status sołectwa.
W latach 1954–1959 wieś należała i była siedzibą władz gromady Łukoszyn, po jej zniesieniu w gromadzie Brudzeń Duży. W latach 1975–1998 miejscowość administracyjnie należała do województwa płockiego.